# Solar Fields
Solar Fields este numele de scenă a artistului suedez de muzică electronică Magnus Birgersson. A lansat unsprezece albume, și a compus coloana sonoră a jocului celor de la Electronic Arts, Mirror's Edge. Al unsprezecelea album, Random Friday, a fost disponibil pentru precomandă și lansat pe 28 aprilie 2012.

## Istoric
Magnus Birgersson a fost implicat în mai multe proiecte ca adolescent, cântând la baterie și alte instrumente de percuție, pian și orgă pentru mai multe trupe înainte de a se lansa în 2001 ca Solar Fields cu albumul Reflective Frequencies.
Muzica sa a fost descrisă ca fiind ambient electronic, atmosferic, adânc, extatic, industrial, și încă organică.
În 2007 a început compunerea efectelor sonore și a coloanei sonore ale jocului Mirror's Edge, un joc first-person de acțiune-aventură produs de DICE și lansat de Electronic Arts pe 14 noiembrie 2008.
Albumul Movements a fost folosit în coloana sonoră a jocului indie Capsized produs de micul studio canadian Alientrap în 2011.

## Discografie

### Albume de studio
- 2001: Reflective Frequencies
- 2003: Blue Moon Station
- 2005: Extended
- 2005: Leaving Home
- 2007: EarthShine
- 2009: Movements
- 2010: Altered – Second Movements
- 2010: Origin #01
- 2011: Until We Meet the Sky
- 2012: Random Friday

### Coloane sonore
- 2009:  Mirror's Edge
- 2011:  Capsized